# Anomaloglossus parkerae
Anomaloglossus parkerae är en groddjursart som först beskrevs av Daniel Joseph Meinhardt och Parmalee 1996.  Anomaloglossus parkerae ingår i släktet Anomaloglossus och familjen Aromobatidae. IUCN kategoriserar arten globalt som otillräckligt studerad. Inga underarter finns listade i Catalogue of Life.